# Boxy Logisztikai Zrt.
A Boxy Logisztikai Zrt. (röviden: Boxy) egy magyarországi székhelyű logisztikai és fulfillment szolgáltató vállalat, amely elsősorban e-kereskedelmi cégek, gyártók, nagykereskedők számára nyújt raktározási, csomagkezelési és kiszállítási megoldásokat. A cég központja Budapesten található, és dinamikusan fejlődő infrastruktúrájával a magyarországi e-kereskedelmi logisztika egyik legnagyobb szereplője.

## Történet
A Boxy Zrt.-t 2020-ban alapították azzal a céllal, hogy átfogó és digitalizált logisztikai szolgáltatásokat kínáljon a növekvő hazai webáruház-piac számára. A vállalat célja, hogy a technológiai innováció és az ügyfélközpontú szolgáltatás révén modern alternatívát nyújtson a hagyományos logisztikai modellekkel szemben.

## Szolgáltatások
A Boxy fő tevékenységi köre az e-kereskedelmi fulfillment, amely magában foglalja a:
- Raktározást: robotizált, automatizált, nyomon követhető rendszerben,
- Megrendelések összekészítését (pick & pack),
- Csomagolást és kiszállítást, akár másnapi kézbesítéssel,
- Visszárukezelést,
- Webáruház-integrációkat, amelyek API-n vagy kész pluginokon keresztül kapcsolódnak a legnépszerűbb platformokhoz (Shoprenter, WooCommerce, Shopify, stb.),
- Nemzetközi szállítási lehetőségeket,
- Egyedi riportálási és analitikai megoldásokat.

## Technológia és infrastruktúra
A Boxy saját fejlesztésű fulfillment platformja lehetővé teszi az ügyfelek számára, hogy valós időben kövessék a készletmozgásokat, rendeléseiket és a csomagok státuszát. A rendszer skálázható, és API-kapcsolaton keresztül integrálható külső rendszerekkel. 

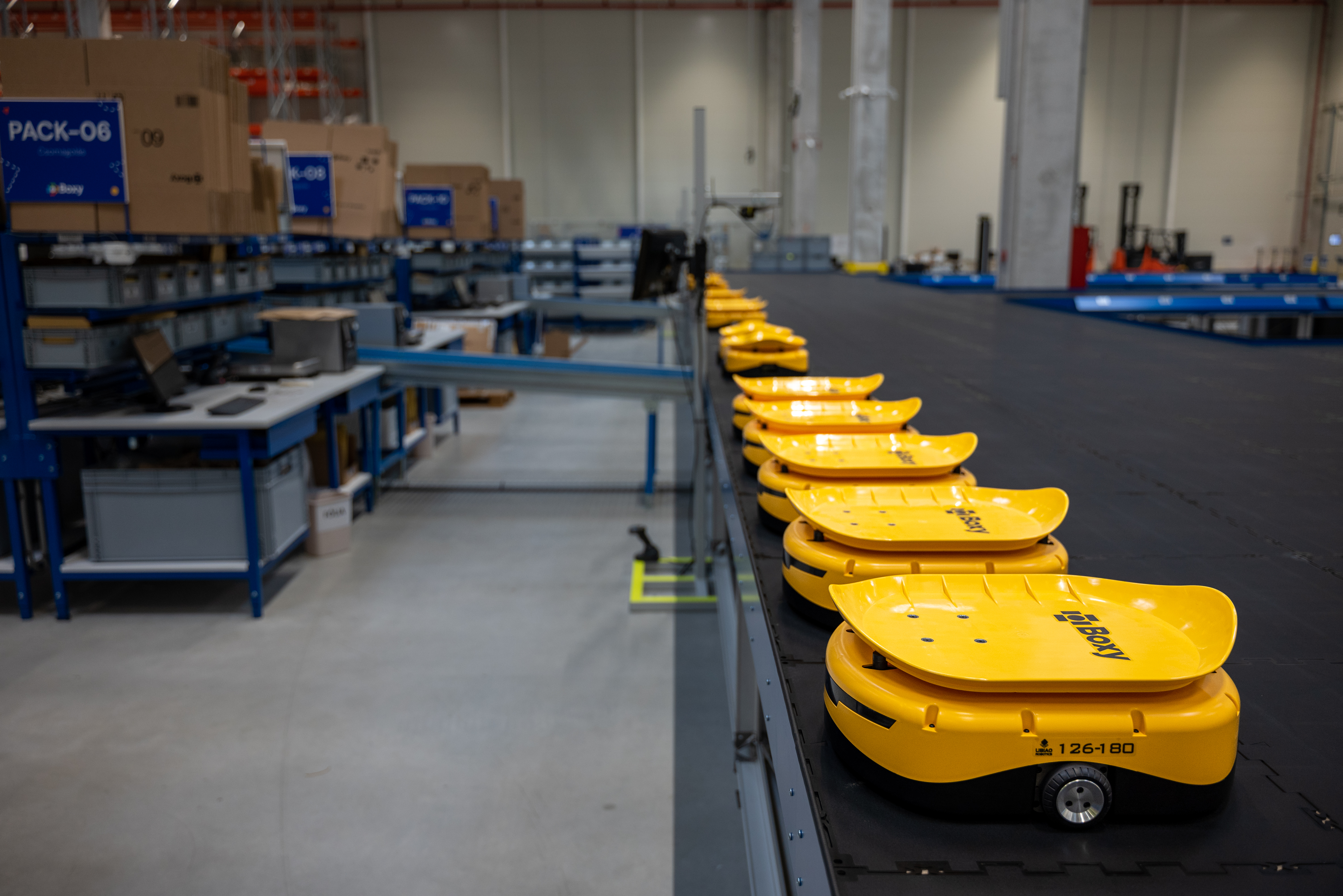
Boxy - Robotizált fulfillment center

A vállalat fulfillment centere, raktára Üllőn található Budapest határában az M4-es és M0-ás autópálya csomópontjánál, amely logisztika és szállítmányozási oldalról stratégiai jelentőségű lokáció. A fulfillment center jelenleg 12.000 négyzetméter operációba bevont területet  foglal magában, azonban hamarosan 22.000 négyzetméterre fog bővülni ez a terület. Ezzel Magyarország legnagyobb fulfillment szolgáltatójává válik.

## Partnerek és ügyfelek
A Boxy fulfillment szolgáltatásait számos hazai és nemzetközi e-kereskedelmi szereplő veszi igénybe, különböző iparágakból, beleértve a divatot, elektronikai termékeket, étrendkiegészítőket és háztartási cikkeket. Jelenleg több, mint 800 partnernek látják el a teljes logisztikai feladatait. A cég stratégiai partnerségeket épített ki a legtöbb szállitmányozó vállalattal, pénzügyi szereplővel, webshop motorokat biztosító vállalkozásokkal.

## Fenntarthatóság
A Boxy elkötelezett a környezettudatos működés mellett, ezért környezetbarát csomagolóanyagokat kínál, optimalizálja a szállítási útvonalakat, valamint támogatja az újrahasznosítási folyamatokat. A cég célkitűzése, hogy hosszú távon karbonsemlegessé váljon.

## Küldetés és jövőkép
A Boxy célja, hogy a kelet-közép-európai régió vezető fulfillment szolgáltatójává váljon, és hozzájáruljon az e-kereskedelmi vállalkozások növekedéséhez egy gyors, átlátható és költséghatékony logisztikai háttér biztosításával.